# میلاد (شاهنامه)
میلاد یکی از پهلوانان ایرانی شاهنامه در دوران فرمانروایی کی‌کاووس است. وقتی که کی‌کاووس آهنگ لشکرکشی به مازندران را می‌کند، ایران را به میلاد می‌سپارد و به او سفارش می‌کند که در صورت پیش آمدن مشکلی، نامه‌ای به زال زر در زابل بنویسد.
| به میلاد بسپرد ایران زمین |  | کلید در گنج و تاج و نگین |

شهر میلاجرد واقع در استان مرکزی به دستور میلادگرگین احداث شد.در ابتدا این شهر میلاد گرگین نام داشت سپس به میلادگرد و میلاگرد تغییر کرد و بعداز حمله اعراب به ایران تا به امروز این شهر با نام میلاجرد شناخته میشود.

## میلاد در شاهنامه
از میلاد سخنی مفصّل در شاهنامه به میان نمی‌آید فقط در اوایل حکومت کیکاووس که هنوز هم چندان مقتدر نشده بود و تازه داشت اراضی شاهک‌های پیرامون خود را مانند شاه مازندران و شاه هاماوران و دیگر اراضی مستقل و نیمه مستقل را تحت انقیاد خویش درمی‌آورد، از میلاد یادی شده‌است. او و پسرش گرگین در جنگ‌های ایران و توران مشارکت دارد. متفقین که توانستند علیه دشمن مشترک یعنی توران با محوریت کیکاووس یک اتحادیه نظامی تشکیل دهند، عبارت بودند از طوس از ایران، گودرز از اردبیل، قارن از ری و کیکاووس احتمالاً از البرز بود.
| چو زال سپهبد ز پَهلو برفت    |  | دمادم سپه روی بنهاد و تفت |
| به طوس و به گودرز فرمود شاه |  | کشیدن سپه سر نهادن به راه |
| چو شب روز شد شاه و جنگاوران |  | نهادند سر سوی مازندران    |
| به میلاد بسپرد ایران‌زمین    |  | کلید در گنج و تاج و نگین  |

- بر پایهٔ گفتهٔ تئودور نلدکه، نام میلاد دگرگون‌شدهٔ نام «مهرداد» است که با گذشت زمان به گونهٔ «میلاد» درآمده است. او پدر گرگین است.